# Hawa Mahal

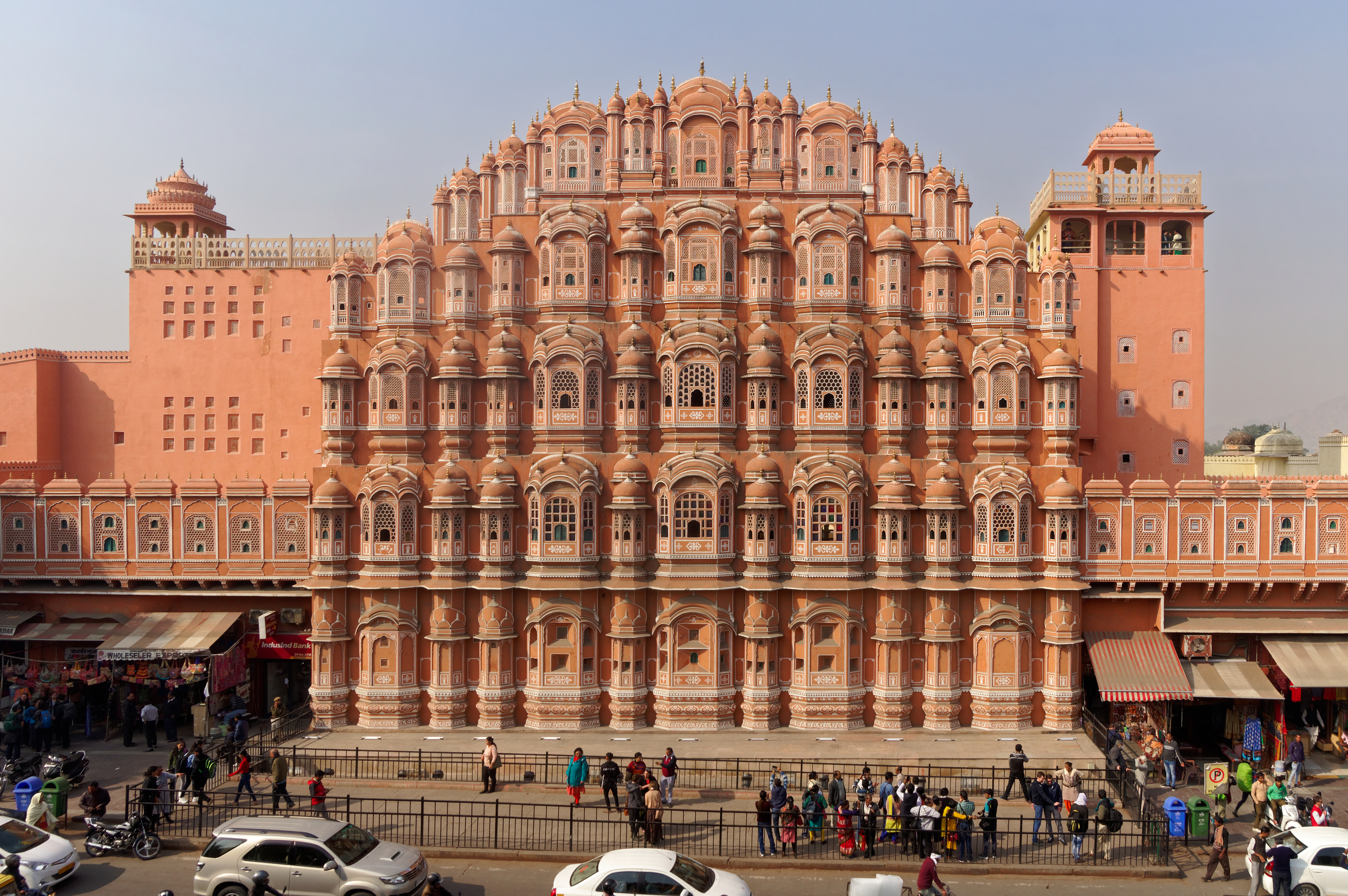
Hawa Mahal in Jaipur

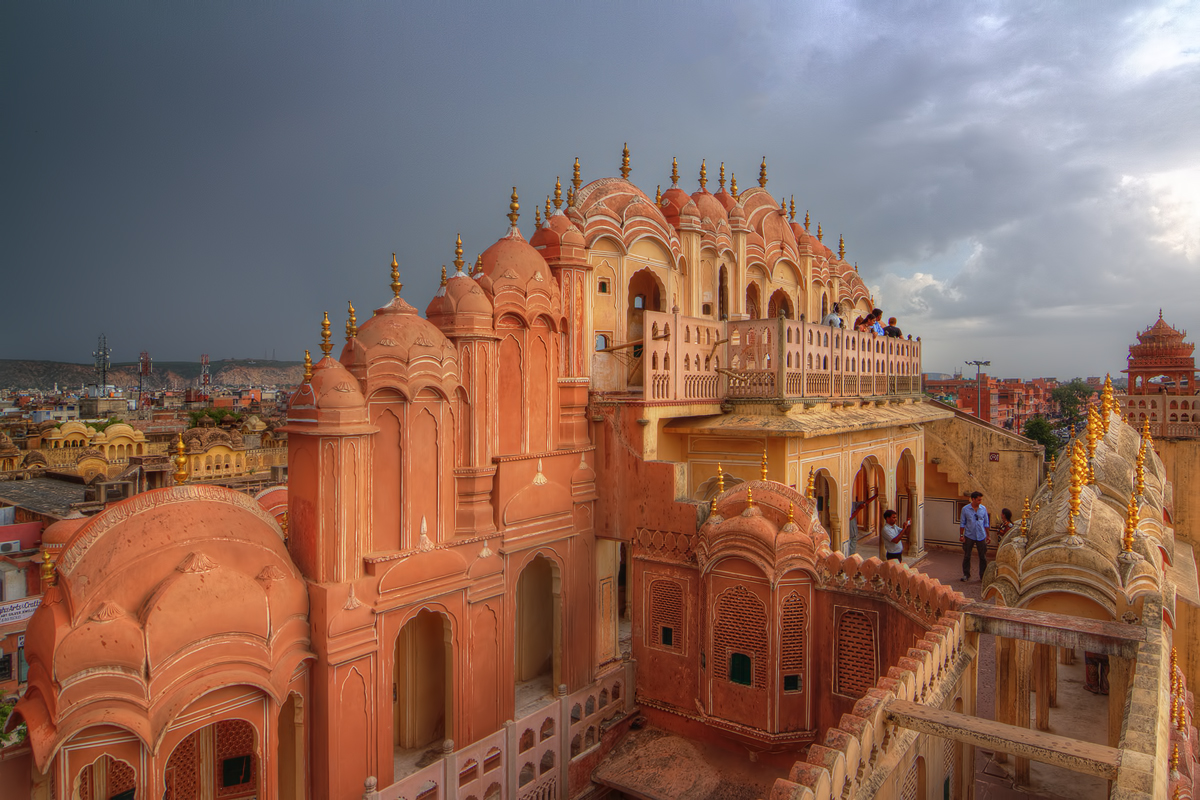
Achterzijde van de Hawa Mahal

Het Hawa Mahal-paleis in Jaipur is een van de merkwaardigste voorbeelden van de post-mogol-bouwkunst. 
Het is niet zozeer een echt paleis maar eerder een gevel met daarin 953 ramen, balkons en nissen verspreid over vijf verdiepingen. Deze verdiepingen zijn niet ingedeeld in kamers; er loopt alleen een brede gang achter de gevel. Het gebouw had slechts één doel, namelijk om de haremvrouwen van de maharadja van Rajasthan de mogelijkheid te bieden om de jaarlijkse parade te kunnen zien, zonder dat zij zelf vanaf de straat gezien konden worden.
Het gebouw werd in 1799 in opdracht van de toenmalige maharadja Sawai Pratap Singh gebouwd in de stad Jaipur, de hoofdstad van Rajasthan, als uitbreiding op het stadspaleis van Jaipur. Voor de bouw werd gebruikgemaakt van rode en roze zandsteen.
Doordat de wind door het gebouw blaast wordt het ’’Hawa Mahal’’ (Windpaleis) genoemd.